# Europeiska unionens satellitcentrum
Europeiska unionens satellitcentrum (EUSC) inrättades år 2002 och är en av Europeiska unionens byråer med målet att hjälpa beslutsfattare att ta välinformerade beslut inom den gemensamma utrikes- och säkerhetspolitiken (GUSP). Detta sker genom att centrumet tillhandahåller satellitbilder, data och analyser från satelliter och flygfotografier. EUSC köper bilder och data från olika statliga och kommersiella upphovsmän.

## Bakgrund
Europas stater har ända sedan 1950-talet haft ett samarbete inom forskning och utveckling. Området räknades tidigare som mindre politiskt laddat och staterna såg det hela som ett sätt att bekosta stora dyra forskningsprojekt och göra gemensam ansträngning för att kunna konkurrera globalt och forskningsprojekt inom molekylärbiologi och kärnforskning (vilket kom att bli CERN). Det saknades dock en specifik politik inom forskning och utveckling innan 1980-talet och samarbetet skedde osystematiskt på ad hoc-basis. Det förändrades dock genom antagandet av Europeiska enhetsakten (SEA) år 1987. Europeiska kommissionen fick därigenom makt att påverka politiken på området. Ända sedan uppskjutningen av Sputnik år 1957 har aktivitet i rymden varit omgärdat med prestige.
Det har funnits ett samarbete och koordination inom utrikespolitik och försvar sedan 1947 och antagandet av Brysselfördraget. Samarbetet var ursprungligen svagt men förstärktes under 1970-talet. När Maastrichtfördraget antogs och EU grundades påbörjades den gemensamma utrikes- och säkerhetspolitiken (GUSP) och knöt samman den med Europeiska kommissionen.
Nyttjandet av rymden för olika ändamål blev tidigt en del av de båda politikområdena. Från början skedde detta främst med forskningsinriktning och genom Europeiska rymdorganisationen (ESA). Eftersom fortsatt etablering i rymden ansågs viktigt av bland annat ekonomiska, sociala och strategiska orsaker av Europeiska rådet blev Europeiska kommissionen dock allt mer aktiv där.
Frankrike lade år 1978 fram ett förslag om att skapa ett internationellt organ fokuserat på satellitövervakning, men förslaget väckte inget intresse vid den tiden på grund av rådande motvilja att dela värdefull och ofta känslig data. Med tiden ökade dock kraven på att göra Europa mindre beroende av USA och landets vilja att tillhandahålla data och bilder från amerikanska satelliter till de europeiska länderna. Då EU fick mer kompetens inom forskning och utveckling i mitten av 1980-talet och den geopolitiska kontexten förändrades EU:s syn på rymden och den bedömdes vara en strategisk tillgång. Det tog dock sammantaget 13 år innan det franska förslaget realiserades i och med skapandet av Västeuropeiska unionens satellitcentrum, vilken startade sin verksamhet år 1991. Västeuropeiska unionens satellitcentrum blev fullt operativt i december 1993 när centrumet färdigställdes. Centrumet byggdes av ett konsortium av 13 europeiska företag under ledning av Cray Systems.
Tio år senare, den 20 juli 2001, grundades Europeiska unionens satellitcentrum. Centrumet påbörjade sin verksamhet i januari 2002 och har sitt säte i Torrejón de Ardoz i Spanien. När centrumet skapades införlivades de delar och den personal som haft liknande uppgifter i Västeuropeiska unionen.

## Användningsområden
Europeiska unionens ökade fokus på säkerhet och ökade internationella aktivitet, både med militära och civila medel, har gjort att kraven på bättre och väluppdaterad information av olika slag blivit allt viktigare. Då satelliter kan bidra med snabb och precis övervakning i realtid har de bedömts ha en roll att fylla tillsammans med andra informationskällor. Informationen från satelliterna är tänkt att användas i alla steg i en kris, både innan krisen börjar, när den börjar utvecklas, under själva krisen samt efter att krisen passerat. EUSC är precis som de övriga delarna av EU:s underrättelsetjänst begränsade till insamlande av information och skrivbordsarbete. Deras arbete innefattar dock ingen insamling av data om personer.
Om det finns resurser kan EUSC även, efter att detta godkänts av den höga representanten, utföra tjänster för andra än för Europeiska unionens råd. De högst prioriterade är medlemsstaterna i EU, därefter Europeiska kommissionen, sedan tredje stater och slutligen internationella organisationer. Bland internationella organisationer som kan ge centret uppgifter märks bland annat Förenta Nationerna (FN), North Atlantic Treaty Organisation (NATO) samt Organisationen för säkerhet och samarbete i Europa (OSSE).

## Finansiering
Samtliga länder inom EU bidrar ekonomiskt till centret baserat på deras BNI. Första årets budget för medlemsstaternas utgifter uppgick till 9,3 miljoner euro. År 2010 hade den totala budgeten ökat till över 16,3 miljoner euro, och medlemsstaternas utgifter hade ökat från 9,3 till 12,3 miljoner euro. Budgeten för EUSC antas av en styrelse bestående av nationella representanter och Europaparlamentet har ingen kontroll över budgeten och även medlemsstaternas parlament har mycket begränsad kontroll. EUSC saknar redovisningsrevision och hur pengarna har använts kontrolleras av en oberoende kontrollant som utsetts av styrelsen. Kontrollanten rapporterar sedan till direktören som sedan rapporterar tillbaka till styrelsen och till Europeiska unionens råd.

## Ledning
Styrelsen, som består av representanter från samtliga av EU:s medlemsstater samt en representant från Europeiska kommissionen, skall "godkänna centrumets årliga och långsiktiga arbetsprogram samt lämplig budget". Styrelsen leds av den höge representanten som även ger de operativa riktlinjerna för verksamheten. Ad-hoc-grupper eller ständiga kommittéer (med samma sammansättning som styrelsen) kan bildas för vissa specifika frågor. Styrelsen möts åtminstone två gånger per år, men i praktiken blir det oftare. Kommittén för utrikes- och säkerhetspolitik utövar politisk tillsyn över verksamheten och ger den höge representanten riktlinjer för dess prioriteringar. Den höga representanten ger därefter centrumets direktör operationella riktlinjer.
Tomaž Lovrenčič är sedan 2010 direktör för EUSC. Direktörerna, som måste komma från ett EU-medlemsland, tillsätts för en period av tre år, med möjlighet att tjänsten förlängs i ytterligare två år. Direktören är ansvarig för den dagliga driften av verksamheten.
| Namn            | År          | Nationalitet |
| --------------- | ----------- | ------------ |
| Barry Blaydes   | 1991 – 1995 | Brittisk     |
| Bernard Molard  | 1996 – 1998 | Fransk       |
| Fernando Davara | 1999 – 2004 | Spansk       |
| Frank Asbeck    | 2005 – 2009 | Tysk         |
| Tomaž Lovrenčič | 2010 –      | Slovensk     |